# Кубок Чехії з футболу 2009—2010
Кубок Чехії з футболу 2009–2010 — 17-й розіграш кубкового футбольного турніру в Чехії. Титул вперше здобула Вікторія (Пльзень).

## Календар
| Раунд            | Дата                         | Матчі | Клуби     |
| ---------------- | ---------------------------- | ----- | --------- |
| Попередній раунд | 19-21 липня 2009             | 13    | 125 → 112 |
| Перший раунд     | 24 липня - 11 листопада 2009 | 48    | 112 → 64  |
| Другий раунд     | 25 серпня - 16 вересня 2009  | 32    | 64 → 32   |
| 1/16 фіналу      | 16 вересня - 8 жовтня 2009   | 16    | 32 → 16   |
| 1/8 фіналу       | 7 жовтня - 25 листопада 2009 | 16    | 16 → 8    |
| 1/4 фіналу       | 31 березня - 15 квітня 2010  | 8     | 8 → 4     |
| 1/2 фіналу       | 21/28 квітня 2010            | 4     | 4 → 2     |
| Фінал            | 18 травня 2010               | 1     | 2 → 1     |

## 1/16 фіналу
| Команда 1            | Рахунок      | Команда 2                  |
| -------------------- | ------------ | -------------------------- |
| 18 вересня 2009      |              |                            |
| Опава (2)            | 1:1 пен. 3:4 | Банік (Острава)            |
| 22 вересня 2009      |              |                            |
| Тескома (Злін) (2)   | 1:1 пен. 1:3 | Слован (Ліберець)          |
| Дукла (2)            | 1:4          | Вікторія (Пльзень)         |
| 23 вересня 2009      |              |                            |
| Тршебич (4)          | 0:1          | Зноймо (3)                 |
| Пісек (3)            | 1:1 пен. 1:4 | Яблонець                   |
| Вікторія Жижков (2)  | 0:1          | Динамо (Чеські Будейовиці) |
| Варнсдорф (3)        | 0:1          | Пржибрам                   |
| Противанов (4)       | 0:5          | Сігма (Оломоуц)            |
| Градець-Кралове (2)  | 2:1          | Богеміанс                  |
| Бржецлав (3)         | 0:1          | Кладно                     |
| Глучін (2)           | 1:3          | Тепліце                    |
| Фотбал (Тржінец) (2) | 0:1          | Богеміанс 1905             |
| 29 вересня 2009      |              |                            |
| Сокол (Живаніце) (4) | 1:0          | Вітковіце (2)              |
| 8 жовтня 2009        |              |                            |
| Карлові Вари (3)     | 1:1 пен. 4:5 | Славія                     |
| Карвіна (2)          | 1:1 пен. 5:4 | Збройовка                  |
| Наход-Дештне (4)     | 0:6          | Спарта                     |

## 1/8 фіналу
| Команда 1                   | Заг. | Команда 2          | 1-й матч | 2-й матч |
| --------------------------- | ---- | ------------------ | -------- | -------- |
| 7/13 жовтня 2009            |      |                    |          |          |
| Кладно                      | 1:4  | Вікторія (Пльзень) | 0:3      | 1:1      |
| 7/27 жовтня 2009            |      |                    |          |          |
| Пржибрам                    | 2:0  | Банік (Острава)    | 2:0      | 0:0      |
| 7/28 жовтня 2009            |      |                    |          |          |
| Сокол (Живаніце) (4)        | 4:11 | Яблонець           | 3:6      | 1:5      |
| Богеміанс 1905              | 2:3  | Слован (Ліберець)  | 1:2      | 1:1      |
| 7 жовтня/11 листопада 2009  |      |                    |          |          |
| Градець-Кралове (2)         | 2:4  | Тепліце            | 1:2      | 1:2      |
| 8/28 жовтня 2009            |      |                    |          |          |
| Зноймо (3)                  | 1:3  | Сігма (Оломоуц)    | 1:3      | 0:0      |
| 13 жовтня/12 листопада 2009 |      |                    |          |          |
| Динамо (Чеські Будейовиці)  | 0:6  | Спарта             | 0:5      | 0:1      |
| 14/25 листопада 2009        |      |                    |          |          |
| Карвіна (2)                 | 1:2  | Славія             | 1:0      | 0:2      |

## 1/4 фіналу
| Команда 1                | Заг. | Команда 2       | 1-й матч | 2-й матч |
| ------------------------ | ---- | --------------- | -------- | -------- |
| 31 березня/7 квітня 2010 |      |                 |          |          |
| Слован (Ліберець)        | 0:3  | Сігма (Оломоуц) | 0:2      | 0:1      |
| 31 березня/8 квітня 2010 |      |                 |          |          |
| Вікторія (Пльзень)       | 2:1  | Пржибрам        | 1:0      | 1:1      |
| Тепліце                  | 1:3  | Яблонець        | 1:3      | 0:0      |
| 1/15 квітня 2010         |      |                 |          |          |
| Славія                   | 2:0  | Спарта          | 1:0      | 1:0      |

## 1/2 фіналу
| Команда 1          | Заг.    | Команда 2       | 1-й матч | 2-й матч |
| ------------------ | ------- | --------------- | -------- | -------- |
| 21/28 квітня 2010  |         |                 |          |          |
| Яблонець           | 2:2 (ч) | Славія          | 1:0      | 1:2      |
| Вікторія (Пльзень) | 5:3     | Сігма (Оломоуц) | 2:2      | 3:1      |

## Фінал
| 18 травня 2010 21:15 (EEST) |

| Яблонець   | 1:2      | Вікторія (Пльзень)       |
| ---------- | -------- | ------------------------ |
| Лафата 60' | Протокол | Петржела 2' Бистронь 68' |

| Дженералі Арена, Прага Глядачів: 8 233 Арбітр: Ян Їлек |